# Intelsat 23
Intelsat 23 — американский телекоммуникационный спутник произведённый компанией Orbital Sciences Corporation по заказу Intelsat. Запуск аппарата на орбиту был успешно произведён 14 октября 2012 года с помощью ракеты-носителя РН Протон-М с разгонным блоком Бриз-М с космодрома Байконур, Пл. № 81. ПУ № 24.

## Описание
Intelsat 23 был разработан Orbital Sciences Corporation на базе платформы Star-2.4E Bus. Масса спутника — 2730 кг. В качестве полезной нагрузки он несёт 24 транспондера C-диапазона и 15 транспондеров Ku-диапазона. Ожидается, что спутник прослужит как минимум 15 лет.